# Aasumetsa
Aasumetsa est un village de la commune de Vihula du comté de Viru-Ouest en Estonie.
Au 31 décembre 2011, il compte 2 habitants.